# Consulat général du Portugal à Bordeaux
Le consulat général du Portugal à Bordeaux est une représentation consulaire de la République portugaise en France. Il est situé rue Henri Rodel, à Bordeaux, en Nouvelle-Aquitaine.